# Albuca etesiogaripensis
Albuca etesiogaripensis är en sparrisväxtart som beskrevs av U.Müll.-doblies. Albuca etesiogaripensis ingår i släktet Albuca och familjen sparrisväxter. Inga underarter finns listade i Catalogue of Life.